# Уиллоби, Хью
Сэр Хью Уи́ллоби (англ. Sir Hugh Willoughby; 1495, Рисли, Дербишир, Англия — февраль 1554, устье Варзины, Кольский полуостров) — английский мореплаватель.

## Происхождение

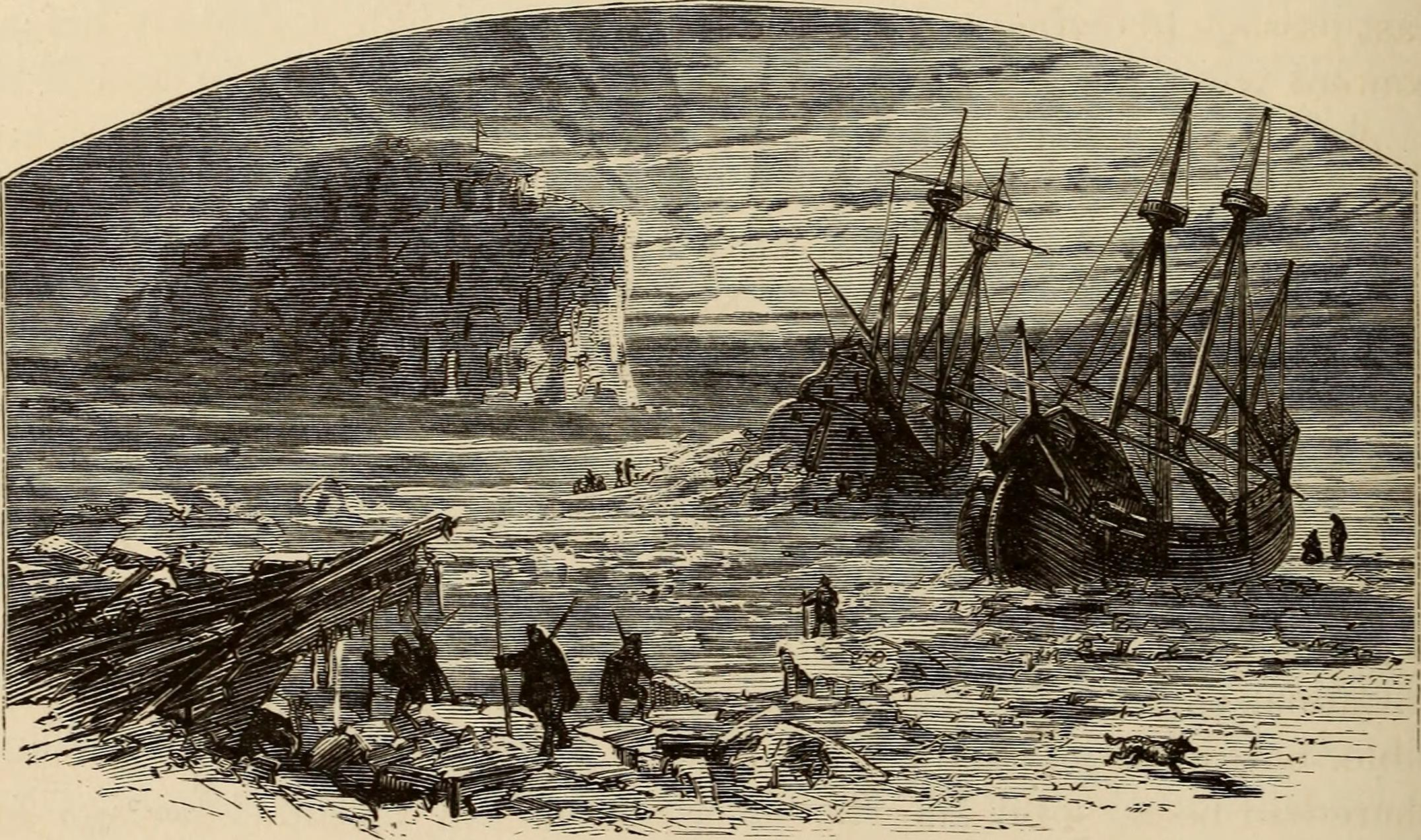
Корабли Хью Уиллоби в Арктике. Гравюра из «Популярной истории Соединенных Штатов» Уильяма Брайанта и Сидни Гая (1876)

Родился около 1495 года в Рисли (Дербишир). Согласно другим данным, появился на свет около 1512 года, когда заключен был церковный брак между его родителями. Выходец из рыцарского рода Уиллоби, известного с XIV века. Сын сэра Генри Уиллоби (англ. Henry Willoughby), баронета, мирового судьи и шерифа в Ноттингемшире и Дербишире, и Элен Эджертон (англ. Ellen Egerton).

## Военная карьера
В юности предположительно участвовал в битве с шотландцами при Флоддене (1513). В 1543 году поступил на военную службу в королевскую гильдию лучников-артиллеристов. За проявленное мужество 11 мая 1544 года был посвящен в рыцари в Лите королем Генрихом VIII (по другим данным — Эдуардом Сеймуром, герцогом Сомерсетским, будущим регентом Англии).
Получил известность в 1548 году во время войны с Шотландией, прозванной «Грубыми ухаживаниями» (англ. Rough Wooing), командуя гарнизоном замка Тирлистейн близ Лодера. Имея звание капитан-генерала сухопутных войск, не обладал большим опытом мореплавания, но пользовался поддержкой при дворе.

## Торговая экспедиция
Около 1551 года стал одним из членов-учредителей созданной в Лондоне «Московской компании». Возглавил снаряженную ею торговую экспедицию, отправленную 10 мая 1553 года указом короля Эдуарда VI на поиски Северо-Восточного прохода из Европы в Китай. 
В состав экспедиции входили три корабля: 160-тонный «Эдуард Бонавентура» (англ. Edward Bonaventure), 120-тонный «Добрая Надежда» (англ. Bona Esperanza) и 90-тонный «Бона Конфиденца» (англ. Bona Confidentia). Уиллоби в походе был капитаном лучшего корабля «Добрая Надежда» (англ. Bona Esperanza), более крупным кораблем «Эдуард Бонавентура» командовал Ричард Ченслор, самым маленьким «Бона Конфиденца» — шкипер Корнелий Дюрферт. 

Корабли вышли из Лондона в Северное море, затем прошли вдоль берегов Норвегии до Норвежского моря, где 3 августа во время шторма разошлись у Вардехуса. Два из них под командованием Хью Уиллоби и Корнелия Дюрферта достигли Новой Земли, после чего повернули в сторону Вардё и встали 14 сентября на якорь в губе реки Варзина. Корабль капитана Ричарда Ченслора достиг Летнего берега Двинской губы и пристал к острову Ягры в бухте Св. Николая, близ Николо-Корельского монастыря. Зимовку в губе реки Хью Уиллоби описал в своём дневнике так: 
18 сентября мы вошли в эту гавань и бросили якоря на глубине 6 сажен. Гавань эта вдается в материк приблизительно на 2 мили, а в ширину имеет пол-лиги. В ней было много тюленей и других больших рыб, а на материке мы видели медведей, больших оленей и иных странных животных и птиц, как например диких лебедей, чаек, а также других, неизвестных нам и возбуждавших наше удивление. Пробыв в этой гавани с неделю и видя, что время года позднее и что погода установилась плохая — с морозами, снегом и градом, как будто бы дело было в середине зимы, мы решили тут зимовать. Поэтому мы послали 3 человек на Ю.-Ю.-З. посмотреть, не найдут ли они людей; они проходили три дня, но людей не нашли; после этого мы послали еще 4 человек на запад, но и они вернулись, не найдя никаких людей. Тогда мы послали 3 человек в юго-восточном направлении, которые таким же порядком вернулись, не найдя ни людей, ни какого бы то ни было жилища.

## Гибель Хью Уиллоби

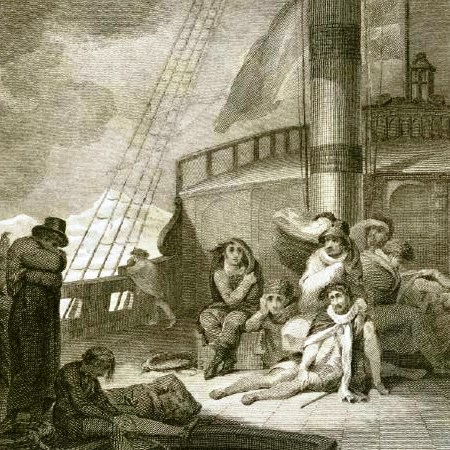
Гравюра «Смерть Хью Уиллоби»

Погиб сэр Хью Уиллоби вместе с командой двух кораблей во время зимовки в устье реки Варзина при загадочных обстоятельствах. В мае 1554 года занимавшиеся рыбным промыслом поморы нашли в гавани два корабля на приколе, на которых было обнаружено 63 трупа, в том числе и тело капитан-генерала Хью Уиллоби. Трюмы кораблей оставались загруженными товарами. Русский царь Иван Грозный, узнав о случившемся, распорядился послать людей переписать и запечатать весь товар, а также перевезти тела в Холмогоры. По найденному на корабле дневнику капитана стало ясно, что в январе 1554 года он был ещё жив.
По заверению венецианского посла Джованни Мичиэля от 4 ноября 1555 года, «некоторые из умерших были найдены сидящими, с пером в руках и бумагой перед ними, другие — сидя за столом с тарелками в руках и ложками во рту, третьи — открывающими шкаф, иные — в других позах, как будто статуи, которые поставили таким образом. Так же выглядели собаки».
Николай Михайлович Карамзин описал случившееся так: 
«…послала три корабля в океан Северный. Начальниками их были Гуг Виллоби и капитан Ченселер. Разлученные бурею, сии корабли уже не могли соединиться: два из них погибли у берегов Российской Лапландии в пристани Арцине, где Гуг Виллоби замерз со всеми людьми своими: зимою в 1554 году рыбаки Лапландские нашли его мертвого, сидящего в шалаше за своим журналом».
Наиболее правдоподобной выглядит версия, согласно которой причиной смерти всего экипажа стало отравление угарным газом, который, среди прочего, образуется и в том случае, когда углям не хватает кислорода для полноценного окисления. Тогда экипаж, законопативший для зимовки все щели судна, действительно мог впасть в кому от действия угарного газа, а наступивший холод завершил дело.

## Семья
Согласно одним источникам, был женат дважды. От Маргарет, урожденной Молинью (Mollineux), имел сына Джорджа Элафа Уиллоби оф Рисли (род. 1520), от Джейн Стрелли — дочь Дороти. По другим сведениям, сэр Хью был женат только на Джейн Стрелли, от которой имел сына Генри, которому в 1611 году пожаловал рыцарское звание король Яков I Стюарт. 
Имел двух сводных братьев — Эдварда и Джона, и двух сестер — родную Эллис (в замужестве Дрейкотт) и сводную Джейн. Средний сводный брат, Эдуард, был женат на Анне Филол, сестра которой вышла замуж за сэра Эдуарда Сеймура, лорда-протектора короля Эдуарда VI.